# Jacques De Caluwé
Jacques 'Jackie' De Caluwé (Brugge, 6 maart 1934 – aldaar, 20 september 2021) was een Belgische oud-voetballer. Hij speelde als verdediger en middenvelder. Hij was het grootste deel van zijn carrière actief bij Cercle Brugge en is een van de spelers met het grootst aantal officiële wedstrijden voor Cercle.

## Levensloop
Jackie De Caluwé ging net als zijn jongere broer Robert De Caluwé in zijn jeugdjaren na de Tweede Wereldoorlog bij Cercle Brugge spelen. In 1951/52 speelde hij voor het eerst een paar wedstrijden voor het eerste elftal, dat toen in Tweede Klasse speelde, maar na dat seizoen degradeerde. Pas in 1953/54 werd De Caluwé in Derde Klasse een vaste waarde in de ploeg.
Naast het voetbal was De Caluwé beroepsmilitair geworden, waar hij in de afdeling mechanografie werd ingezet. Hij werd ook een aantal maal voor de nationale militaire ploeg geselecteerd. In 1956 promoveerde hij met Cercle terug naar Tweede Klasse. Na vijf seizoenen in Tweede promoveerde hij in 1961 met Cercle terug naar Eerste Klasse. Hij zou er regelmatig als libero spelen.
Bij een tackle van René De Moor van KV Mechelen werd De Caluwé geraakt aan de meniscus en scheurde hij zijn kruisbanden. Ook de ploeg verging het niet goed. Door het omkoopschandaal Lantsoght-Boogaerts moest Cercle in 1966 degraderen naar Derde Klasse. De Caluwé verliet Cercle dat jaar. In totaal speelde hij 354 officiële wedstrijden voor Cercle Brugge, en hij scoorde ruim 30 keer. De Caluwé had contacten aan de Heizelschool en ging als speler-trainer aan de slag, eerst bij Stormvogels Loppem in 1966. Hij promoveerde met deze club naar Eerste Provinciale in West-Vlaanderen.
In 1970 werd hij trainer bij KFC Eeklo, dat in Oost-Vlaanderen in de hoogste provinciale reeks speelde. In 1972 ging hij terug in de West-Vlaamse hoogste provinciale reeks KSV Blankenberge een jaar trainen. In 1973 werd hij teruggehaald naar Cercle Brugge als hulptrainer voor Han Grijzenhout, maar na een seizoen vertrok De Caluwé weer. Door contacten met Flandriabaas Pol Claeys werd hij in 1974 in de provinciale reeksen bij Excelsior Zedelgem trainer. Ondanks hogere ambities eindigde Zedelgem in de middenmoot en in 1975 keerde De Caluwé voor een seizoen terug naar Stormvogels Loppem. Vanaf 1976 ten slotte ging hij nog twee seizoenen Stormvogels Koekelare trainen, om dan het voetbal te verlaten.
De Caluwé overleed op 87-jarige leeftijd.